# Синицин Мойсей Сергійович
Мойсей Сергійович Синицин (1899–1973) — український радянський історик, археолог, музеєзнавець, педагог.

## Біографія
Мойсей Сергійович  Синицин народився 26 серпня 1899 року в с. Гончарівка Харківської губернії.
У 1930 році закінчив історичне відділення Одеського інституту народної освіти, а у 1933 році — аспірантуру при Одеському археологічному музеї. Брав активну участь в роботах Азово-Чорноморської та Ольвійської експедицій. Проводив розкопки біля Варварки, Кисельово, Петуховки тощо.
З березня 1933 року до березня 1936 року працював завідувачем археологічним відділом Полтавського краєзнавчого музею.
У 1936—1939 роках обіймав посаду заступника директора Херсонського краєзнавчого музею та Миколаївського історичного музею.
З кінця 1939 року до 15 липня 1941 року працював старшим науковим співробітником Одеського археологічного музею, читав лекції в педагогічному інституті, збирав матеріали для дисертації, яку захистив після війни, здобувши науковий ступінь кандидата історичних наук. Згодом було присвоєно вчене звання доцента.
У 1944—1956 роках  обіймав посаду доцента кафедри історії народів СРСР Одеського державного педагогічного інституту імені К. Д. Ушинського.
Був науковим співробітником відділу археології скіфо-сарматських племен і античних міст Інституту археології АН УРСР.
З 1956 року, коли історичний факультет педагогічного інституту був приєднаний до історичногог факультету університету, до 1967 року був доцентом кафедр загальної історії, стародавнього світу та археології Одеського державного університету імені І. І. Мечникова.
Одночасно у 1959—1961 роках працював директором Одеського археологічного музею, а у 1959—1966 роках був головою відновленого Одеського археологічного товариства. У 1960 році було поновлено видання  «Записок Одеського археологічного товариства» (ЗОАО).
Помер у грудні 1973 року в м. Одеса.

## Науково-педагогічна діяльність
Займався дослідженнями пам'яток доби бронзи й скіфо-сарматського  часу. Результатом цієї діяльності стала низка наукових статей. З 1957 року ввів для студентів історичного факультету Одеського університету обов'язкову археологічну практику, яку перші кілька років фінансував особисто. Базою для практики стало античне городище у с. Роксолани.
За його участю вирішувалися всі питання, пов'язані з виявленням та охороною археологічних пам'яток Північного Причорномор'я, проведенням охоронних розкопок на Кам'яній горі біля с. Орловка Одеської області, розвідок з закладкою шурфів на слов'янських  пам'ятках ІХ — Х століть між Болградом та с. Криничне Одеської області.
У 1960 році домігся рішення виконкому Одеської обласної ради депутатів трудящих про надання археологічному музею ділянки площею 5 га, на якій розташоване Роксоланське городище, яке він досліджував. До 1966 року він розкопав 2 тис. м² городища, що дало можливість вважати Ніконій у перші століття нашої ери закритим укріпленням із ще одним сусіднім поселенням. На підставі зібраних матеріалів вчений визначив стратиграфію городища, вирішив питання економіки та культури міста. Поповнив експозицію Одеського археологічного музею зразками господарської та ремісничої діяльності мешканців стародавнього Ніконія.

### Праці
- До питання  про поселення Північно-Західного Чорномор'я в IV—III вв. до н. е./ М. С. Синицин.//Наукові записки Одеського державного педагогічного інституту імені К. Д. Ушинського.– Т. VIII. — Одеса,  1947. — С. 145—156.
- Дослідження скіфо-сарматських пам'яток під Одесою в 1946 р. / М. С. Синицин // Археологічні пам'ятки УРСР. — К., 1949. — Т. 2. — С. 149—156.
- Следы древних поселений скифо-сарматской эпохи между устьями Днестра и Южного Буга / М. С. Синицын // Наукові записки Одеського державного педагогічного інституту імені К. Д. Ушинського.– Т. ІХ.  – Одеса, 1950. — С. 51 — 66.
- Городище у хутора Петуховки Очаковского района по раскопкам 1940, 1949 и 1950 гг. / М. С. Синицын // Вестник древней истории. — М., 1952. — № 2. — С.  243—249.
- Карта поселень і городищ між гирлами Дністра й Південного Бугу Скіфсько-сарматського часу/ М. С. Синицин.// Наукові записки Одеського державного педагогічного інституту імені К. Д. Ушинського.– Т. Х. Випуск історико-філологічний. — Одеса, 1955. — С.  33 — 61.
- Развитие археологии в Одессе/ М. С. Синицын.// Записки Одесского археологического общества. — Вып.1 (34). — Одесса, 1960. — С. 38 — 46.
- Раскопки Надлиманского и Роксоланского городищ в 1957—1958 гг./ М. С. Синицын.// Записки Одесского археологического общества. — Вып.1 (34). — Одесса, 1960. — С. 189—191.
- Раскопки городища возле с. Роксоланы Беляевского района Одесского области в 1957—1961 гг./ М. С. Синицын.//Материалы по археологии Северного Причерноморья. — Вып. 5. — Одесса, 1966. — С. 53 — 55.